# Walenweeshuissluis
De Walenweessluis (brug 70) is een vaste brug in Amsterdam-Centrum. Sluis staat hier voor stenen brug.
De brug vormt de verbinding tussen de Vijzelstraat en de gedempte Vijzelgracht. Ze is gelegen over de Prinsengracht. De naam Walenweessluis is een vernoeming naar het Walenweeshuis, het weeshuis voor kinderen uit de Franse of Waalse kerk. Het gebouw was van 1971 tot 2016 bekend als Maison Descartes, het Franse culturele centrum.
De brug is reeds ingetekend op de ontwerpplattegrond van Jacob Bosch uit circa 1681, waarop ook het weeshuis is ingetekend. In 1850 kwam een eerdere versie van de brug in het nieuws doordat een steigerend paard van een vuilniskar neerkwam op de brugleuning en ter plaatse overleed.
De huidige brug (gegevens 2017) is afkomstig van "het bureau van" Piet Kramer, bruggenarchitect van de Dienst der Publieke Werken. Kramer ontwierp voor de Vijzelstraat de bruggen naar buiten toe. Brug 30, brug 41, brug 70 en brug 86 zijn voor wat dat betreft zusjes van elkaar. Doordat de demping van de Vijzelgracht vertraging opliep, was deze brug de laatste die opgeleverd werd. Het is dan 1935. De brug is tussen 9 juli 1934 en 8 juni 1935 in twee fasen aangelegd (bouwvlakken naast elkaar) om het verkeer doorgaand te houden. Toen het nieuwe deel klaar was en men het oude gedeelte wilde vernieuwen, stuitte de aannemer op de houten paalfundering van een oudere versie, men schatte toen in uit 1770. De stijl van Kramer is in alles herkenbaar, maar het was crisis en de ontvoering daarvan is daarom sober gehouden. Van Kramers hand zijn is de Amsterdamse Schoolstijl van de landhoofden in baksteen. Voorts verraden de wisselwerking met natuursteen, de brugpijlers, de siersmeedijzeren balustrades en de (eenvoudige) beeldhouwwerken Kramers hand. Na de aanleg is het rustig gebleven rond de brug.
Over de brug reden jarenlang de tramlijnen 16, 24 en 25. Ze hadden zelfs een halte op de brug (zoals nog steeds het geval is op de bruggen in de Leidsestraat). In 1975 werd de brug heringericht en verdwenen de haltes naar de kaden. Op 14 december 2013 verdween tramlijn 25 uit het straatbeeld, op 22 juli 2018 lijn 16 en op 8 december 2023 verdween lijn 24 van de brug.
In de eerste twintig jaar van 21e eeuw werd de brug steeds opnieuw ingedeeld, al naargelang de behoefte was tijdens de bouw van de Noord-Zuidlijn.
In 2020/2021 wordt de brug in delen uit elkaar gehaald en vervolgens weer in elkaar gezet. De brug had last van verzakkingen, maar moest wel functioneel blijven voor voetgangers en fietsers, die naar en van de binnenstad reden. De trams werden in die periode omgeleid. Bij die opknapbeurt kwam voor de buitenstaander aan het licht hoeveel kabels er in het brugdek verwerkt waren. Er waren twee noodbruggen noodzakelijk om de verbindingen in stand te houden. 

## Afbeeldingen

Vierde uitleg uit 1679
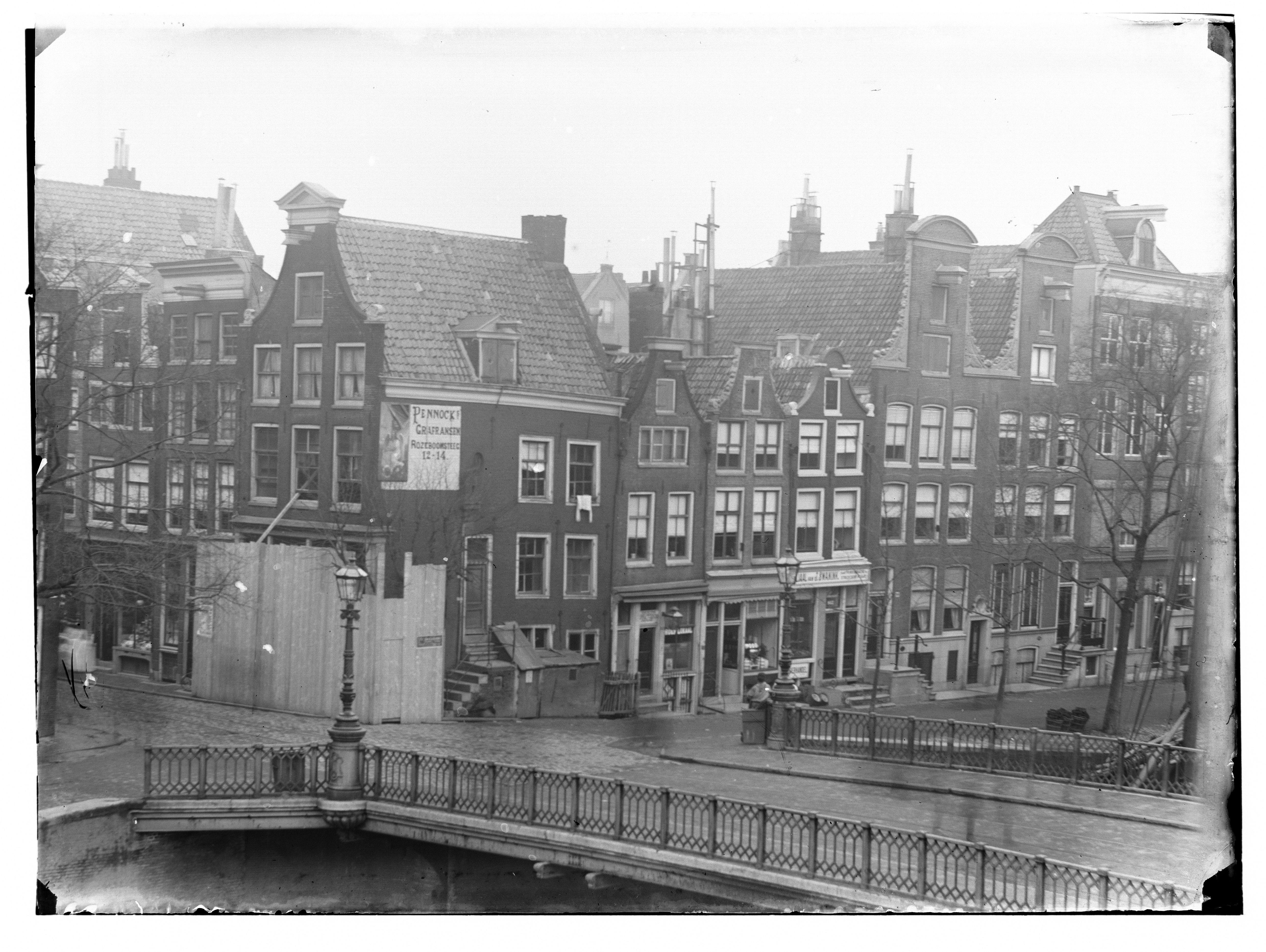
De brug in 1892 door Jacob Olie
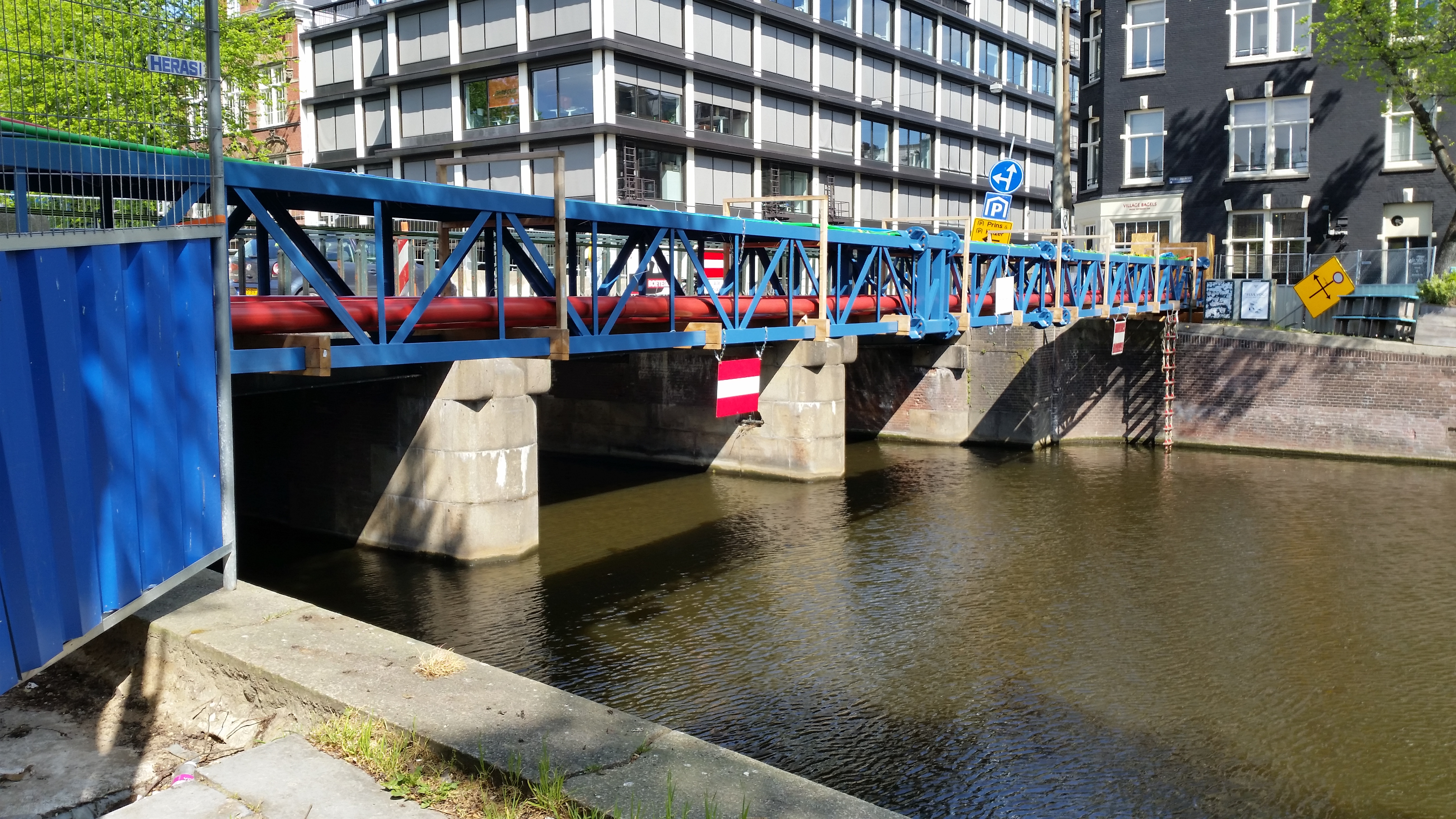
Hulpbrug in mei 2020
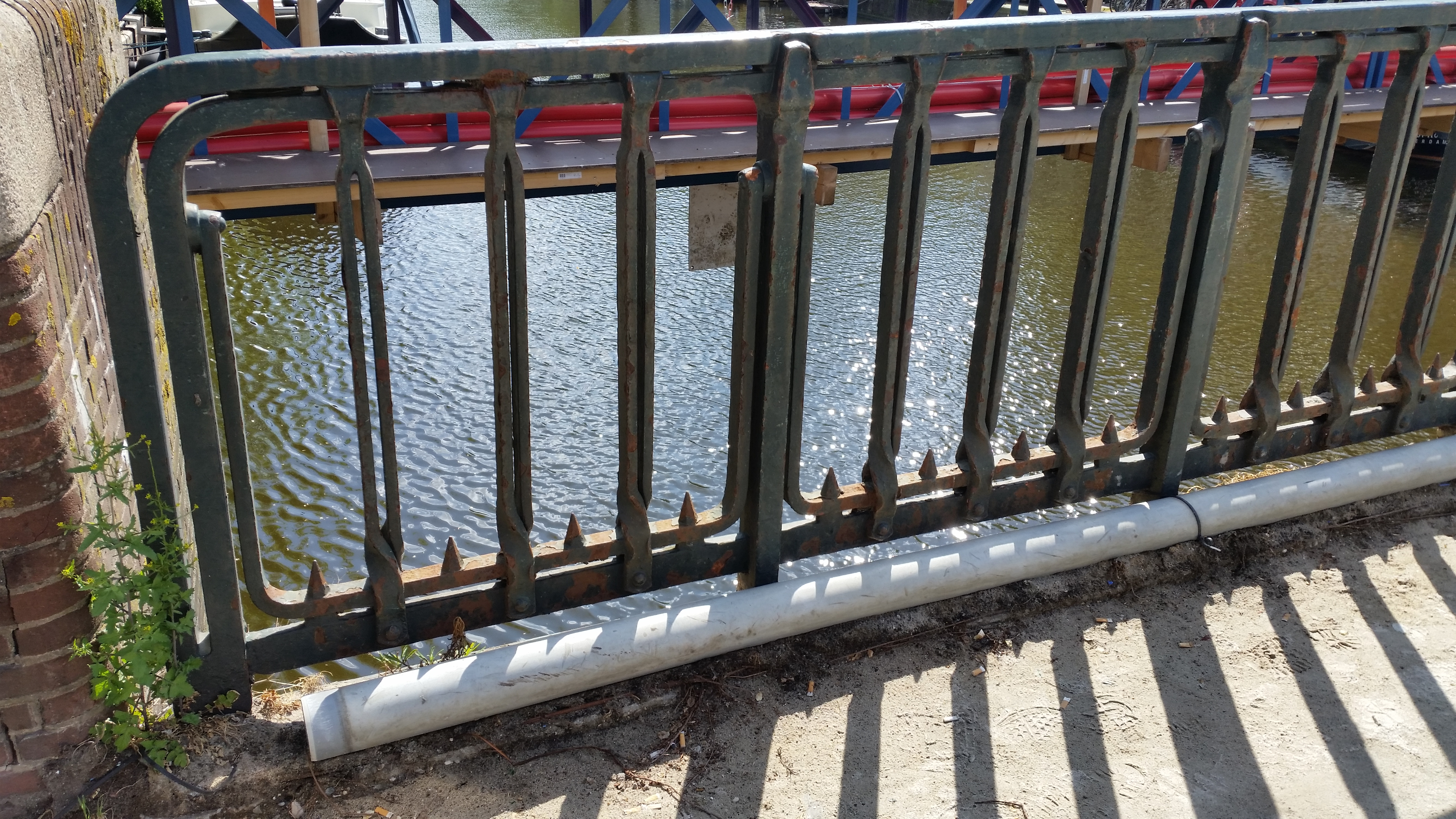
Kramers typerende siersmeedwerk in mei 2020

Lekkeresluis ·
Prinsensluis ·
Leliesluis ·
Nieuwe-Wercksbrug ·
Reesluis ·
Berensluis ·
Brug 66 ·
Angenietje Swartbrug ·
Aalmoezeniersbrug ·
Brug 69 ·
Walenweeshuissluis ·
De Duifbrug ·
Brug 75 ·
Frans Hendricksz. Oetgensbrug
1 · 2 · 3 · 4 · 5 · 6 · 7 · 8 · 9 · 10 · 11 · 12 · 13 · 14 · 15 · 16 · 17 · 18 · 19 · 20 · 21 · 22 · 23 · 24 · 25 · 26 · 27 · 28 · 29 · 30 · 31 · 32 · 34 · 35 · 36 · 37 · 38 · 39 · 40 · 41 · 42 · 43 · 44 · 45 · 46 · 47 · 48 · 49 · 50 · 51 · 52 · 53 · 54 · 55 · 56 · 57 · 58 · 59 · 60 · 61 · 62 · 63 · 64 · 65 · 66 · 67 · 68 · 69 · 70 · 71 · 72 · 73 · 74 · 75 · 76 · 77 · 78 · 79 · 80 · 81 · 82 · 84 · 85 · 86 · 87 · 88 · 89 · 90 · 91 · 92 · 93 · 94 · 95 · 96 · 97 · 98 · 99 · >>>
Brugnummers 33 en 83 zijn niet (meer) vergeven